# Longay
Longay (schottisch-gälisch: Longaigh) ist eine kleine, unbewohnte Insel der Inneren Hebriden. Sie liegt zwischen den der Applecross-Halbinsel vorgelagerten Crowlin Islands im Nordosten und der Insel Scalpay im Südwesten. Sie ist rund 50 Hektar groß und erreicht eine Höhe von 67 Metern. Zusammen mit ihrer Nachbarinsel Pabay war Longay im 16. Jahrhundert ein Schlupfwinkel für Piraten.
Der Name Longay kommt von dem altnordischen Wort: Long-øy und bedeutet „Schiffsinsel“.
Longay gehört ebenso wie Pabay und das weiter westlich gelegene, größere Scalpay zur Civil parish Strath, deren Hauptteil auf Skye liegt.